# Profeta (cristianesimo)
Profeta, nella tradizione cristiana che riprende quella ebraica, è una persona che parla in nome e per conto di Dio.

## Il Nuovo Testamento
Negli Atti degli Apostoli sono menzionati vari cristiani che profetizzano o sono "profeti" (Agabo, 11:28; 21:10; Giuda e Sila, 15:32; le figlie di Filippo, 21:9) e questo dono è messo in relazione con la discesa dello Spirito Santo sui credenti dopo l'imposizione delle mani (Atti 19,6). In 1 Corinzi 14,25 (ed in generale) l'apostolo Paolo non sembra mai identificare la "profezia" con la predizione dell'avvenire, come fa il libro degli Atti (11,28 ecc.).
Secondo Paolo, i ministri istituiti da Dio sono in primo luogo gli apostoli e subito dopo vengono i profeti e poi i dottori (1 Corinzi  12,28). Il raggruppamento di questi tre ministeri in una triade tradizionale è probabilmente precedente a Paolo. Egli si occupa di loro in modo prevalente, nella 1 Corinzi, perché la loro attività a Corinto doveva essere maggiormente contemperata con gli altri aspetti della vita comunitaria. Secondo 1 Corinzi 14,3, «... la profezia ha lo scopo di edificare, esortare, consolare.» Essa coincide dunque in larga misura con quello che noi oggi chiamiamo predicazione. La profezia, così come appare dal 1 Corinzi 14 (v. anche i capp. 12 e 13), non è un'interpretazione ragionata delle Sacre Scritture ma si fonda su un'ispirazione particolare. Paolo raccomanda a questo proposito una prudenza piena di discernimento (1 Tessalonicesi 5,19-21; 1 Corinzi 14,29). Così ogni messaggio profetico deve essere discusso, e 1 Corinzi 14,35 dimostra che dopo il messaggio dei profeti non solo vi era l'abitudine di discuterlo, ma anche di porre domande. L'autenticità della profezia dev'essere giudicata da coloro che poseggono il dono del discernimento degli spiriti.
Paolo pone in evidenza la differenza tra profezia e glossolalia anzi, dimostra la superiorità della profezia sul parlare in lingue (1 Corinzi 14) e si augura che la profezia possa acquistare sempre maggiore importanza nelle assemblee. Infatti il "profeta", pur essendo ispirato, parla un linguaggio comprensibile e può essere interpretato e rendere all'assemblea un gran beneficio. Inoltre, il "profeta" conserva il controllo su se stesso. Così la sua coscienza è attiva, il che non avviene nella glossolalia: l'ideale della ispirazione, secondo l'apostolo, consiste nello sviluppo della coscienza per mezzo dello Spirito di Dio e non già nel suo assopimento.
In 1 Corinzi 12,3 e in 1 Giovanni, 4,1-3 sono offerti criteri dottrinali per distinguere il vero dal falso profeta. I due scritti, pur considerando la profezia come un dono dello Spirito, un "carisma," la riconoscono valida unicamente quando le sue affermazioni sono conformi alla fede generale della Chiesa. Giovanni mette in guardia contro i "falsi profeti" (1 Giovanni 4,1-6) i quali sono ispirati dallo spirito dell'Anticristo.
La profezia però non basta per fare dell'uomo un cristiano senza l'amore autentico (1 Corinzi 13,2). D'altronde le profezie "saranno abolite" (1 Corinzi 13,8), al compimento di tutte le cose nel Regno di Dio.
L'epistola agli Efesini (2,20) parla della Chiesa edificata sul "fondamento degli apostoli e dei profeli, essendo Gesù Cristo stesso la pietra angolare". La maggioranza degli esegeti moderni identifica quei "profeti" con quelli di cui abbiamo trattato in questo paragrafo, come appare dai passi paralleli di Efesini 3,5 e 4,11.
Nell'ambiente ed epoca dell'Apocalisse il ministero profetico occupa un posto considerevole. Lo stesso autore appartiene alla loro categoria (22,9; cfr. 1,9 e ss). Dal contenuto dell'Apocalisse si desume che i profeti di quell'epoca e ambiente si occupassero prevalentemente di escatologia (senza escludere la parenesi, cfr. i capitoli 2 e 3) e che ricevessero il loro messaggio per mezzo di visioni estatiche.